# 垭口镇
垭口镇，是中华人民共和国四川省攀枝花市米易县曾经下辖的一个镇。2019年12月，撤销垭口镇，将所属行政区域划归撒莲镇管辖。

## 行政区划
垭口镇撤销前下辖以下地区：
垭口社区、垭口社区村、马坪社区村、安全村和回箐社区村。